# Sayō
Sayō (japanska: 佐用町?, Sayō-chō) är en landskommun (köping) i Hyōgo prefektur i Japan.  
2005 inkorporerades kommunerna Kōzuki, Mikazuki och Nankō.